# 1952 en Grèce
Chronologie de la Grèce
- 1948
- 1949
- 1950
- 1951
- 1952
- 1953
- 1954
- 1955
- 1956

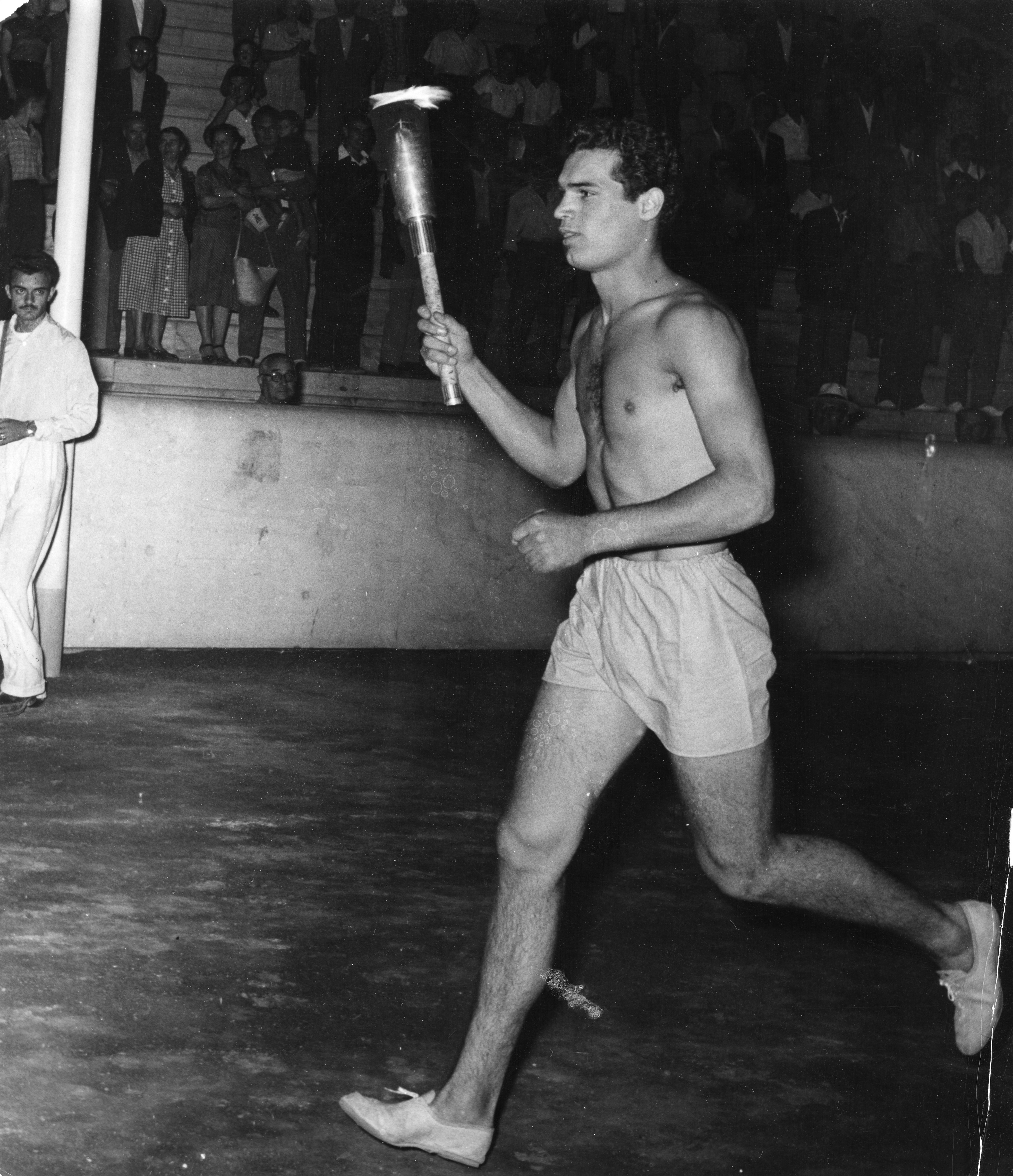
Départ d'Athènes, de la flamme olympique (26 juin).

Cette page concerne les évènements survenus en 1952 en Grèce  :

## Évènement
- Les femmes grecques obtiennent le droit de vote.
- 1er janvier : entrée en vigueur de la Constitution.
- 16 novembre : Élections législatives.

## Sortie de film
- L'Agnès du port
- Le Grognon
- La Terre noire

## Sport
- Coupe de Grèce de football (1951-1952) (en)
- Coupe de Grèce de football (1952-1953) (en)
- Championnats Panhelléniques (1952-1953) (en)
- 14-25 février : Participation de la Grèce aux Jeux olympiques d'hiver à Oslo.
- 19 juillet-3 août : Participation de la Grèce aux Jeux olympiques d'été à Helsinki.

## Création
- Institut de recherche sur les animaux (en)
- Apogevmatini (en), journal.
- Athens News, journal.
- I Avgi (en), journal

Clubs de football
- Aetos Skydra F.C. (en)
- Aris Palaiochori F.C. (en)

## Naissance
- 16 juin : Giórgos Papandréou

- Dímos Avdeliódis, réalisateur, scénariste, dramaturge, metteur en scène, acteur et producteur de théâtre et de cinéma.
- Ioánnis Damanákis, footballeur.
- María Damanáki, personnalité politique.
- Apóstolos Georgíou, artiste peintre.
- Kóstas Iosifídis, footballeur.
- Evangelía Karakósta, personnalité politique.
- Loúka Katséli, personnalité politique.
- Ioánnis Kyrástas, joueur et entraîneur de football.
- Dimítris Lágios, compositeur.
- Minérva Mallióri, personnalité politique.
- Aléxis Mitrópoulos, économiste et homme politique.
- Dimítris Réppas, personnalité politique.
- Nikólaos Tóskas, personnalité politique.

## Décès
- Níkos Beloyánnis, chef de la résistance en Grèce pendant la Seconde Guerre mondiale et cadre dirigeant du Parti communiste grec.
- Sofoklís Doúsmanis, officier de la marine hellénique, dont il a été deux fois chef d'état-major avant d’être nommé ministre de la Marine.
- Fílippos Karvelás, gymnaste.
- Pétros Persákis, gymnaste.